# Championnat du Chili de football 2010
Navigation
Tournoi précédent Tournoi suivant
La saison 2010 du Championnat du Chili de football est la 78e édition du championnat de première division au Chili. 
En raison de la qualification de la sélection nationale pour la Coupe du monde en Afrique du Sud, le championnat est complètement réorganisé pour permettre aux internationaux de se préparer dans des conditions optimales.
Le système de tournois semestriels est mis en suspens cette saison pour utiliser un système de championnat organisé sur l'année entière, avec une poule unique ouù les dix-huit équipes s'affrontent deux fois, à domicile et à l'extérieur. Le premier du classement final remporte le titre et se qualifie pour la Copa Libertadores 2011, tandis que les clubs classés entre la 2e et la 5e place disputent la Liguilla pré-Libertadores. En bas du classement, les  deux derniers sont relégués et remplacés par les deux meilleurs clubs de Segunda Division tandis que les 15e et 16e jouent un barrage de promotion-relégation.
La qualification en Copa Sudamericana est elle décidée à l'issue de la première phase, puisque c'est le leader après les matchs aller qui obtient une double qualification (Copa Libertadores 2011 et Copa Sudamericana 2010), la deuxième place en Sudamericana étant obtenue par le vainqueur d'un barrage entre le 2e du classement des matchs aller et le finaliste de la Copa Chile 2009, le vainqueur de la Copa Chile étant également directement qualifié.
C'est le Universidad Católica qui remporte le championnat après avoir terminé en tête du classement final, avec trois points d'avance sur Colo Colo et neuf sur Audax Italiano. C'est le dixième titre de champion du Chili de l'histoire du club, le premier titre depuis 5 ans.

## Les clubs participants
| - Colo Colo - Universidad Católica - CF Universidad de Chile - CD San Luis de Quillota - Promu de Segunda División - Deportivo Ñublense - Club de Deportes Cobreloa - Club Deportivo Huachipato - CD Everton de Viña del Mar - Club Deportivo O'Higgins | - Club de Deportes Cobresal - Unión Española - Audax Italiano - Club Deportivo Palestino - Santiago Wanderers - Promu de Segunda División - Deportes La Serena - Union San Felipe - Promu de Segunda División - CD Universidad de Concepción - CD Santiago Morning |

## Compétition
Le barème utilisé pour établir le classement est le suivant :
- Victoire : 3 points
- Match nul : 1 point
- Défaite : 0 point

### Classement
| Rang | Équipe                       | Pts | J  | G  | N  | P  | Bp | Bc | Diff |
| ---- | ---------------------------- | --- | -- | -- | -- | -- | -- | -- | ---- |
| 1    | Universidad Católica         | 74  | 34 | 23 | 5  | 6  | 77 | 39 | +38  |
| 2    | Colo ColoT                   | 71  | 34 | 22 | 5  | 7  | 67 | 34 | +33  |
| 3    | Audax Italiano               | 65  | 34 | 20 | 5  | 9  | 75 | 58 | +17  |
| 4    | CF Universidad de Chile      | 64  | 34 | 20 | 4  | 10 | 75 | 48 | +27  |
| 5    | Unión Española               | 52  | 34 | 14 | 10 | 10 | 58 | 50 | +8   |
| 6    | Club Deportivo Huachipato    | 48  | 34 | 12 | 12 | 10 | 44 | 40 | +4   |
| 7    | Deportes La Serena           | 45  | 34 | 13 | 6  | 15 | 45 | 59 | -14  |
| 8    | Santiago WanderersP          | 45  | 34 | 12 | 9  | 13 | 48 | 52 | -4   |
| 9    | Unión San FelipeP            | 43  | 34 | 12 | 7  | 15 | 38 | 47 | -9   |
| 10   | Club de Deportes Cobresal    | 42  | 34 | 12 | 6  | 16 | 47 | 52 | -5   |
| 11   | Club Deportivo Palestino     | 42  | 34 | 11 | 9  | 14 | 35 | 41 | -6   |
| 12   | Club Deportivo O'Higgins     | 41  | 34 | 10 | 11 | 13 | 46 | 44 | +2   |
| 13   | Deportivo Ñublense           | 40  | 34 | 9  | 13 | 12 | 54 | 66 | -12  |
| 14   | Club de Deportes Cobreloa    | 39  | 34 | 10 | 9  | 14 | 45 | 47 | -2   |
| 15   | CD Universidad de Concepción | 38  | 34 | 9  | 11 | 14 | 39 | 50 | -11  |
| 16   | CD Santiago Morning          | 36  | 34 | 9  | 9  | 16 | 34 | 45 | -11  |
| 17   | CD Everton de Viña del Mar   | 34  | 34 | 8  | 10 | 16 | 38 | 58 | -20  |
| 18   | CD San Luis de QuillotaP     | 24  | 34 | 5  | 9  | 20 | 36 | 71 | -35  |

|  | Qualification pour la Copa Libertadores 2011      |
|  | Qualification pour la Liguilla pré-Libertadores   |
|  | Participation au barrage de promotion-relégation  |
|  | Relégation directe en Segunda Division            |
|  | T : Tenant du titre P : Promu de Segunda Division |

#### Matchs
| Résultats (▼dom., ►ext.)     | AUD | COB | CSL | CC  | LS  | EVE | HUA | ÑUB | O'HI | PAL | SM  | SW  | SLQ | UC  | UCH | UDC | UE  | USF |
| Audax Italiano               |     | 3-1 | 4-2 | 2-3 | 2-1 | 2-0 | 1-1 | 5-6 | 2-1  | 1-3 | 1-0 | 0-4 | 2-2 | 1-3 | 1-2 | 4-1 | 5-2 | 1-0 |
| Club de Deportes Cobreloa    | 1-1 |     | 2-1 | 2-1 | 4-0 | 4-0 | 1-1 | 3-2 | 1-1  | 0-0 | 2-1 | 2-1 | 5-0 | 2-3 | 0-2 | 1-1 | 3-1 | 0-0 |
| Club de Deportes Cobresal    | 3-1 | 0-1 |     | 2-5 | 0-2 | 1-2 | 2-1 | 0-0 | 1-2  | 2-1 | 3-0 | 1-0 | 4-2 | 3-1 | 1-2 | 3-1 | 1-0 | 0-0 |
| Colo Colo                    | 1-3 | 3-1 | 1-0 |     | 6-1 | 2-0 | 0-0 | 2-2 | 2-0  | 3-0 | 0-1 | 3-0 | 3-1 | 3-2 | 1-0 | 4-2 | 1-0 | 5-2 |
| Deportes La Serena           | 1-3 | 1-0 | 3-0 | 1-2 |     | 2-1 | 0-3 | 1-0 | 4-2  | 0-0 | 2-0 | 4-0 | 1-3 | 1-1 | 2-4 | 0-0 | 3-1 | 3-1 |
| CD Everton de Viña del Mar   | 1-2 | 2-1 | 2-2 | 0-2 | 3-3 |     | 0-1 | 2-3 | 1-0  | 1-1 | 1-1 | 0-2 | 1-1 | 1-1 | 2-1 | 1-1 | 0-1 | 3-0 |
| Club Deportivo Huachipato    | 1-2 | 2-0 | 4-3 | 1-2 | 0-0 | 1-1 |     | 1-1 | 2-1  | 0-0 | 1-0 | 3-2 | 2-1 | 1-3 | 1-2 | 3-0 | 1-2 | 1-1 |
| Deportivo Ñublense           | 1-5 | 1-1 | 3-1 | 0-0 | 3-1 | 0-2 | 1-1 |     | 0-3  | 1-0 | 1-1 | 2-2 | 4-0 | 1-4 | 0-2 | 2-2 | 1-1 | 2-0 |
| Club Deportivo O'Higgins     | 5-1 | 2-2 | 0-1 | 2-1 | 4-0 | 0-0 | 0-0 | 2-2 |      | 4-1 | 1-0 | 2-2 | 0-0 | 1-0 | 3-3 | 1-2 | 0-0 | 1-2 |
| Club Deportivo Palestino     | 2-5 | 1-0 | 1-0 | 1-2 | 3-0 | 2-2 | 2-1 | 2-0 | 1-0  |     | 2-1 | 0-1 | 3-2 | 0-1 | 0-1 | 1-1 | 0-0 | 1-0 |
| CD Santiago Morning          | 0-1 | 0-0 | 1-1 | 0-2 | 2-3 | 3-0 | 0-3 | 4-1 | 2-1  | 2-1 |     | 2-1 | 2-0 | 0-2 | 1-2 | 2-0 | 1-1 | 1-0 |
| Santiago Wanderers           | 1-0 | 2-1 | 0-4 | 0-1 | 5-0 | 2-0 | 0-0 | 2-2 | 1-1  | 2-0 | 1-1 |     | 0-2 | 2-4 | 3-3 | 1-0 | 1-1 | 2-1 |
| CD San Luis de Quillota      | 1-2 | 2-1 | 1-1 | 0-2 | 0-1 | 0-2 | 1-4 | 3-3 | 1-2  | 0-0 | 2-2 | 3-4 |     | 1-1 | 0-3 | 1-0 | 3-1 | 0-1 |
| Universidad Católica         | 2-3 | 2-1 | 0-2 | 0-0 | 2-1 | 5-0 | 2-0 | 4-2 | 4-1  | 2-1 | 4-0 | 3-1 | 4-1 |     | 4-2 | 1-0 | 2-0 | 2-1 |
| CF Universidad de Chile      | 2-2 | 3-1 | 5-1 | 2-2 | 1-2 | 5-1 | 3-0 | 1-2 | 0-1  | 1-2 | 2-1 | 1-0 | 4-0 | 1-2 |     | 4-2 | 4-3 | 4-2 |
| CD Universidad de Concepción | 1-3 | 3-0 | 1-1 | 2-0 | 1-0 | 2-1 | 0-2 | 4-1 | 2-1  | 1-0 | 0-0 | 1-2 | 1-1 | 2-2 | 2-0 |     | 3-3 | 0-1 |
| Unión Española               | 2-2 | 3-1 | 2-0 | 1-0 | 1-1 | 3-2 | 5-0 | 1-3 | 1-1  | 3-2 | 2-2 | 3-0 | 2-1 | 2-1 | 2-1 | 3-0 |     | 1-2 |
| Unión San Felipe             | 1-2 | 1-0 | 1-0 | 3-2 | 1-0 | 1-3 | 1-1 | 3-1 | 2-0  | 1-1 | 1-0 | 1-1 | 3-0 | 1-3 | 1-2 | 0-0 | 2-4 |     |

### Barrage de promotion-relégation
| Équipe 1                          | Résultat | Équipe 2                     | Aller | Retour |
| --------------------------------- | -------- | ---------------------------- | ----- | ------ |
| Club de Deportes Antofagasta (D2) | 3 - 4    | CD Santiago Morning          | 2 - 1 | 1 - 3  |
| CD Provincial Curico Unido (D2)   | 2 - 5    | CD Universidad de Concepción | 0 - 2 | 2 - 3  |

### Liguilla pré-Libertadores
Les quatre équipes qualifiées se disputent la place en Copa Libertadores par le biais d'un tournoi à élimination directe, en matchs aller-retour.
Demi-finales :
| Équipe 1                  | Résultat | Équipe 2                | Aller | Retour |
| ------------------------- | -------- | ----------------------- | ----- | ------ |
| Club Deportivo Huachipato | 2 - 3    | Audax Italiano          | 2 - 1 | 0 - 2  |
| Unión Española            | 4- 1     | CF Universidad de Chile | 0 - 0 | 4 - 1  |

Finale :
| Équipe 1       | Résultat | Équipe 2       | Aller | Retour |
| -------------- | -------- | -------------- | ----- | ------ |
| Unión Española | 3- 2     | Audax Italiano | 2 - 1 | 1 - 1  |

### Qualification pour la Copa Sudamericana
Le classement à l'issue des matchs aller donne les qualifiés pour la Copa Libertadores et la Copa Sudamericana. Ainsi, Colo Colo se qualifie à la fois pour la Copa Libertadores et la Copa Sudamericana, et est dispensé de Liguilla pré-Libertadores en fin de saison.
| Rang | Équipe                  | Pts | J  | G  | N | P | Bp | Bc | Diff |
| ---- | ----------------------- | --- | -- | -- | - | - | -- | -- | ---- |
| 1    | Colo Colo               | 38  | 17 | 12 | 2 | 3 | 38 | 15 | +23  |
| 2    | CF Universidad de Chile | 36  | 17 | 11 | 3 | 3 | 45 | 24 | +21  |
| 3    | Universidad Católica    | 34  | 17 | 10 | 4 | 3 | 31 | 18 | +13  |

|  | Qualification pour la Copa Libertadores 2011 et la Copa Sudamericana 2010 |
|  | Qualification pour le barrage pré-Sudamericana                            |

#### Barrage pré-Sudamericana
Le deuxième à l'issue de la phase aller, le CF Universidad de Chile, affronte le finaliste de la Copa Chile 2009, le Municipal Iquique.
| Équipe 1          | Résultat | Équipe 2                | Aller | Retour |
| ----------------- | -------- | ----------------------- | ----- | ------ |
| Municipal Iquique | 1 - 6    | CF Universidad de Chile | 0 - 2 | 1 - 4  |

## Bilan du tournoi
| Championnat du Chili de football 2010 |                                    |
| Champion                              | Universidad Católica (10e titre)   |
| Qualifications continentales          |                                    |
| Copa Libertadores 2011                | Universidad Católica               |
| Copa Libertadores 2011                | Colo Colo                          |
| Copa Libertadores 2011                | Unión Española (tour préliminaire) |
| Copa Sudamericana 2010                | Colo Colo                          |
| Copa Sudamericana 2010                | Union San Felipe                   |
| Copa Sudamericana 2010                | CF Universidad de Chile            |
| Promotions et relégations             |                                    |
| Promus en Primera División            | Club de Deportes Iquique           |
| Promus en Primera División            | Union La Calera                    |
| Relégués en Segunda División          | CD Everton de Viña del Mar         |
| Relégués en Segunda División          | CD San Luis de Quillota            |